# Марелс Инлет (Јужна Каролина)
Марелс Инлет (енгл. Murrells Inlet) насељено је место без административног статуса у америчкој савезној држави Јужна Каролина.

## Демографија
По попису из 2010. године број становника је 7.547, што је 2.028 (36,7%) становника више него 2000. године.
| Група             | 2000.         | 2010.         |
| Белци             | 5.035 (91,2%) | 6.749 (89,4%) |
| Афроамериканци    | 393 (7,1%)    | 493 (6,5%)    |
| Азијати           | 16 (0,3%)     | 71 (0,9%)     |
| Хиспаноамериканци | 34 (0,6%)     | 168 (2,2%)    |
| Укупно            | 5.519         | 7.547         |